# Tom Kidd (Golfspieler)
Christopher Thomas Kidd (ca. 1848 – 16. Januar 1884) war ein schottischer Profigolfer, der Ende des 19. Jahrhunderts spielte. Er gewann 1873 die Open Championship auf seinem Heimatplatz in St Andrews, Schottland.

## Frühes Leben und Karriere
Er war Caddie in St Andrews und gewann 1873 die erste Open Championship, die auf dem Old Course gespielt wurde. Die Bedingungen waren feucht und Kidds Siegespunktzahl von 179 war die höchste, die bei einer Open Championship über 36 Löcher erzielt wurde.
Tom Kidd war damit auch der erste Spieler, der mit dem Claret Jug ausgezeichnet wurde, der seither die Siegertrophäe der Open Championship ist (obwohl Young Tom Morris, der im Jahr zuvor gewann, der erste war, dessen Name auf der Trophäe eingraviert wurde).
Er wurde Tom Kidd oder „Young Tom Kidd“ genannt, um ihn von seinem Vater Tom Kidd zu unterscheiden, der ebenfalls Caddie war und 1896 im Armenhaus von Markinch starb. Kidd heiratete Eliza (oder Elizabeth) Lumsden im November 1874 im Alter von 25 Jahren, während er als Golfcaddie tätig war. Er starb 1884 plötzlich an einem Herzproblem und hinterließ zwei Kinder. Seine Frau heiratete nicht wieder und starb 1935 in Cupar.
| Personendaten    | Personendaten                                 |
| ---------------- | --------------------------------------------- |
| NAME             | Kidd, Tom                                     |
| ALTERNATIVNAMEN  | Kidd, Christopher Thomas (vollständiger Name) |
| KURZBESCHREIBUNG | schottischer Golfer                           |
| GEBURTSDATUM     | 1848                                          |
| STERBEDATUM      | 16. Januar 1884                               |